# Chaim Josef Zadok

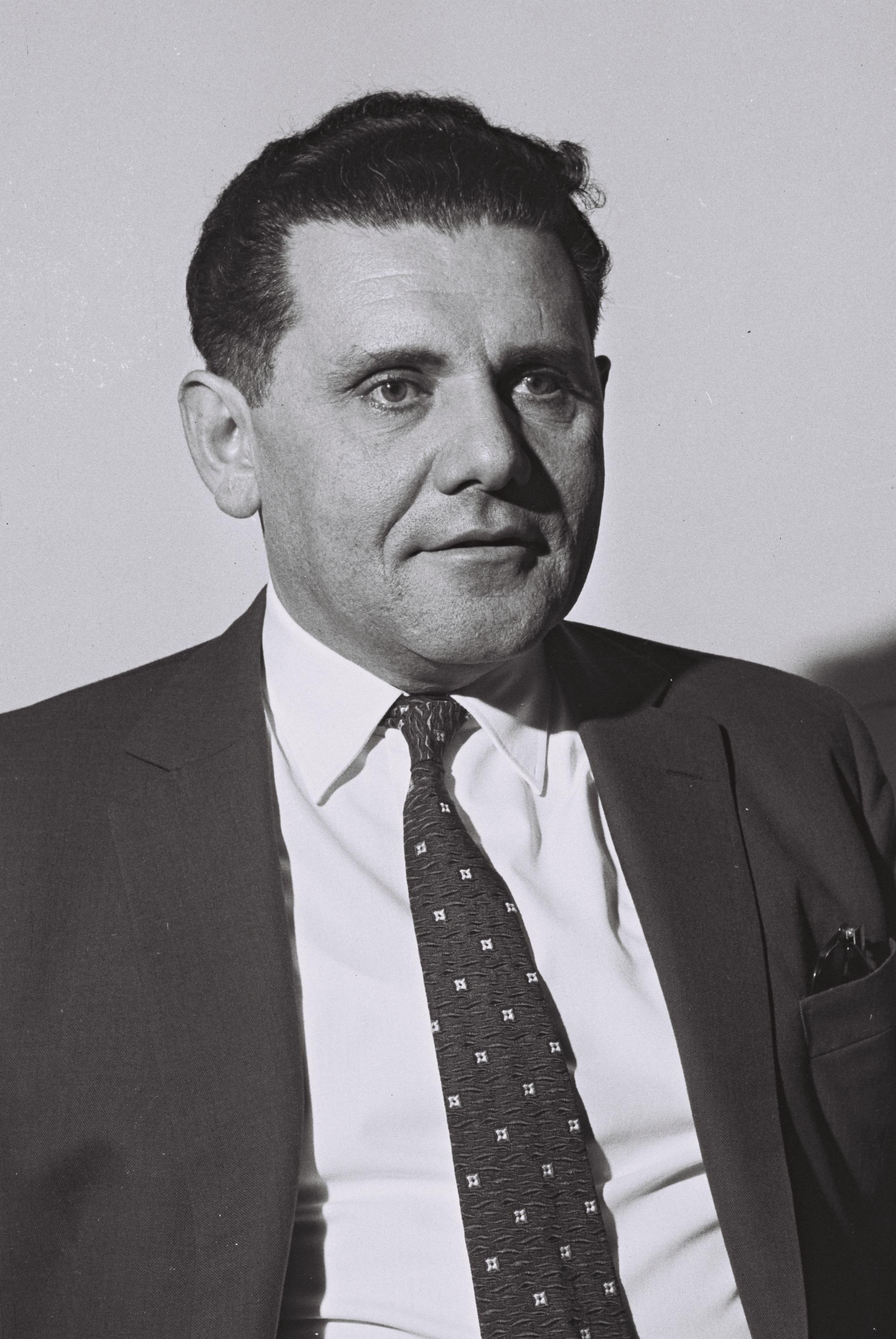
Haim Zadok als stellvertretender Generalstaatsanwalt (1951)

Chaim Josef Zadok (hebräisch חיים יוסף צדוק; * 2. Oktober 1913 in Rawa-Ruska; † 15. August 2002) war ein israelischer Politiker, Zionist und Minister.

## Leben

### Aufstieg zum Abgeordneten und Minister
Nach dem Schulbesuch begann Zadok ein Studium der Philosophie sowie der Judaistik an der Universität Warschau und wurde bereits Mitglied der polnischen zionistischen Jugendorganisation „Gordonia“ sowie der Vereinigung der Arbeiter Zions (Poalei Tzion). Nach der Umsiedlung in das unter Völkerbundmandat stehende Palästina 1935 schloss sich ein Studium der Rechtswissenschaften an der Law School der Hebräischen Universität Jerusalem an, nach dessen Abschluss eine Tätigkeit als Rechtsanwalt folgte.
1944 wählten ihn die Stimmberechtigten des Jischuvs in die vierte jüdische Repräsentantenversammlung der Mandatszeit. Zugleich bestanden bereits in dieser Zeit Mitgliedschaften bei der Hagana sowie der Jewish Settlement Police. Während des Palästinakrieges von 1948 trat er den Streitkräften als Anwalt im Büro des Militärischen Chefanklägers bei.
Nach Gründung des Staates Israel folgte von 1949 bis 1952 eine Tätigkeit als Stellvertreter der Generalstaatsanwälte Yaakov Shimshon Shapira sowie Chaim Cohn. Nach einer erneuten Tätigkeit als Rechtsanwalt und der Gründung der Kanzlei Haim Zadok & Co. Advocates begann seine politische Laufbahn am 28. Januar 1959 mit der erstmaligen Wahl zum Abgeordneten der Knesset, in der er bis zu seinem Mandatsverzicht am 2. Januar 1978 die Interessen der Mapai und dann ab 1968 der Nachfolgepartei Awoda vertrat. Als Abgeordneter war er darüber hinaus zeitweise Vorsitzender des Hauptausschusses (House Committee) sowie später Vorsitzender des Unterausschusses für Grundrechte und dann Vorsitzender des einflussreichen Ausschusses für Auswärtige Angelegenheiten und Verteidigung.
Die erste Berufung ins Kabinett als Minister erfolgte am 25. Mai 1965 durch Ministerpräsident Levi Eschkol als Minister für Handel und Industrie, ein Amt, das er bis zum 22. November 1966 innehatte. Daneben war Zadok vom 31. Mai 1965 bis zum 12. Januar 1966 zusätzlich Entwicklungsminister.
In den Regierungen von Golda Meir und Jitzchak Rabin war er vom 10. März 1974 bis zum 20. Juni 1977 nicht nur Justizminister, sondern zusätzlich vom 30. Juni bis zum 29. Oktober 1974 und dann erneut vom 16. Januar bis zum 20. Juni 1977 Israels erster Religionsminister.
In die Zeit als Justizminister fielen die Berufung von Meir Schamgar zum Richter am Obersten Gerichtshof sowie von Aharon Barak zum Generalstaatsanwalt. Durch diese beiden wichtigen Berater kam es zu entscheidenden Reformen der Grundrechte, der militärischen Grundrechte sowie des Staatswirtschaftsrechts. Sowohl Schamgar als auch Barak waren später Präsidenten des Obersten Gerichtshofes und prägten somit während der dort aufeinander folgenden Amtszeiten von 1983 bis 2006 maßgeblich das israelische Recht. Gegen Ende der Amtszeit als Justizminister war die Umsetzung der verbindlichen Strafprozessordnung sowie die Verabschiedung und Einführung eines neuen Strafrechts erfolgt. Zum anderen war die Amtszeit im Justizministerium aber auch durch Ermittlungen gegen leitende Persönlichkeiten in Wirtschaft und Politik und die daraus resultierenden Yadlin-Affäre, die Dollar-Konto-Affäre um Ministerpräsident Rabin und dessen Ehefrau Leah Rabin sowie den Selbstmord von Wohnungsbauminister Avraham Ofer im Zuge der Yadlin-Affäre geprägt. Trotz Angriffen aus der Awoda stand Zadok Generalstaatsanwalt Barak bei, als dieser sich zur Erhebung von Anklagen nach den erfolgten Ermittlungen entschloss. Obwohl er gegen Siedlungsmaßnahmen war, sah er die rechtliche Zulässigkeit der Unterbringung von Siedlern in Militärlagern als Kompromiss. Schließlich gehörte er zu den Initiatoren der Entlassung der Minister der Nationalreligiöse Partei (Mafdal) für Inneres (Josef Burg), Religion (Jitzchak Raphael) und Wohlfahrt (Zevulon Hammer) durch Ministerpräsident Rabin am 22. Dezember 1976, die letztlich aber wohl mit zum Ende der Regierung Rabins durch die Niederlage bei den Knessetwahlen vom 17. Mai 1977 und dem dortigen Verlust von 18 Mandaten beitrug.
Im Film ...die keine Gnade kennen (1977), einer filmischen Bearbeitung der Operation Entebbe, einer Geiselbefreiung der Spezialeinheit Sayeret Matkal des israelischen Heeresnachrichtendienstes Aman in der Nacht vom 3. Juli und dem frühen Morgen des 4. Juli 1976 auf dem Flughafen von Entebbe in Uganda, wurde er von dem US-amerikanischen Schauspieler George O. Petrie gespielt.

### Tätigkeiten nach dem Ausscheiden aus der Politik
Nach dem Ausscheiden aus dem Kabinett und dem Parlament erfolgte von 1978 bis 1980 eine Berufung zum Professor an der Hebräischen Universität Jerusalem sowie danach die Fortsetzung der Tätigkeit als Rechtsanwalt. Die Annahme öffentlicher Ämter neben der Anwaltstätigkeit wurde allerdings von ihm abgelehnt. Allerdings forderte er nach der sogenannten Bus-300-Affäre, bei der zwei palästinensische Buskidnapper vermutlich von Mitarbeitern des Inlandsgeheimdienstes Schin Bet getötet wurden. Insbesondere sprach er sich dabei gegen Begnadigungen vor dem Abschluss des Prozesses aus. Daneben war er auch gegen Begnadigungen für Mitglieder der Untergrundbewegung Gusch Emunim sowie gegen die Besetzung von Westjordanland und Gazastreifen aus. Stattdessen wurden von ihm Verhandlungen mit den Palästinensern aus. Schließlich war er Kommentator für das TIME-Magazine während der Untersuchungen gegen den damaligen Verteidigungsminister Ariel Scharon nach dem Massaker von Sabra und Schatila 1982.
Zadok war schließlich Mitglied mehrerer öffentlicher Kommissionen wie der Schamgar-Kommission, welche die Rolle und Ernennung des Generalstaatsanwalts neu auslegte. 1991 gehörte er zu den Gründern des Israel Democracy Institute, dessen erster Vorstandsvorsitzender er auch wurde. Dieses zeichnete ihn 2002 auch mit dem Israel Democracy Institute Award aus. Darüber hinaus war er 1993 Präsident des Presserates und vertrat in dieser Position liberale Meinungen gegen die Regierung bei Interventionen gegen die freie Presse. 1999 erfolgte schließlich noch einmal eine erfolglose Kandidatur für die Knesset als letzter der Kandidatenliste des Parteienbündnisses Ein Israel (Yisrael Ahat).
Am 15. August 2002 starb er während eines Deutschlandbesuchs im Alter von 88 Jahren an einem Herzinfarkt.

## Veröffentlichungen
- „Seder Shilton VeMishpat“, 1971 (Mitherausgeber Abraham Ben Naftali)
- „Issues in Government in Israel“, 1978